# Richard Howe

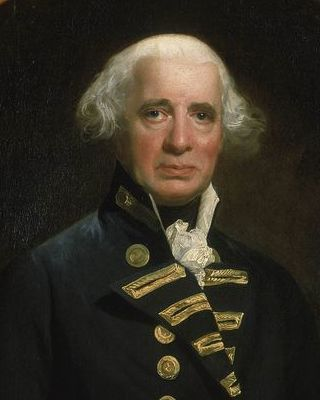
Richard Howe, 1º Conde Howe

Almirante da Frota Richard Howe, 1º Conde Howe, (8 de março de 1726 - 5 de agosto de 1799) foi um oficial naval britânico. Howe tornou-se Primeiro Lorde do Almirantado em janeiro de 1783 durante o ministério do Conde de Shelburne, renunciando em abril de 1783.

## Carreira
Depois de servir durante a Guerra da Sucessão Austríaca, ele ganhou reputação por seu papel em operações anfíbias contra a costa francesa como parte da política britânica de descidas navais durante a Guerra dos Sete Anos. Ele também participou, como capitão naval, na decisiva vitória naval britânica na Batalha de Quiberon Bay em novembro de 1759.

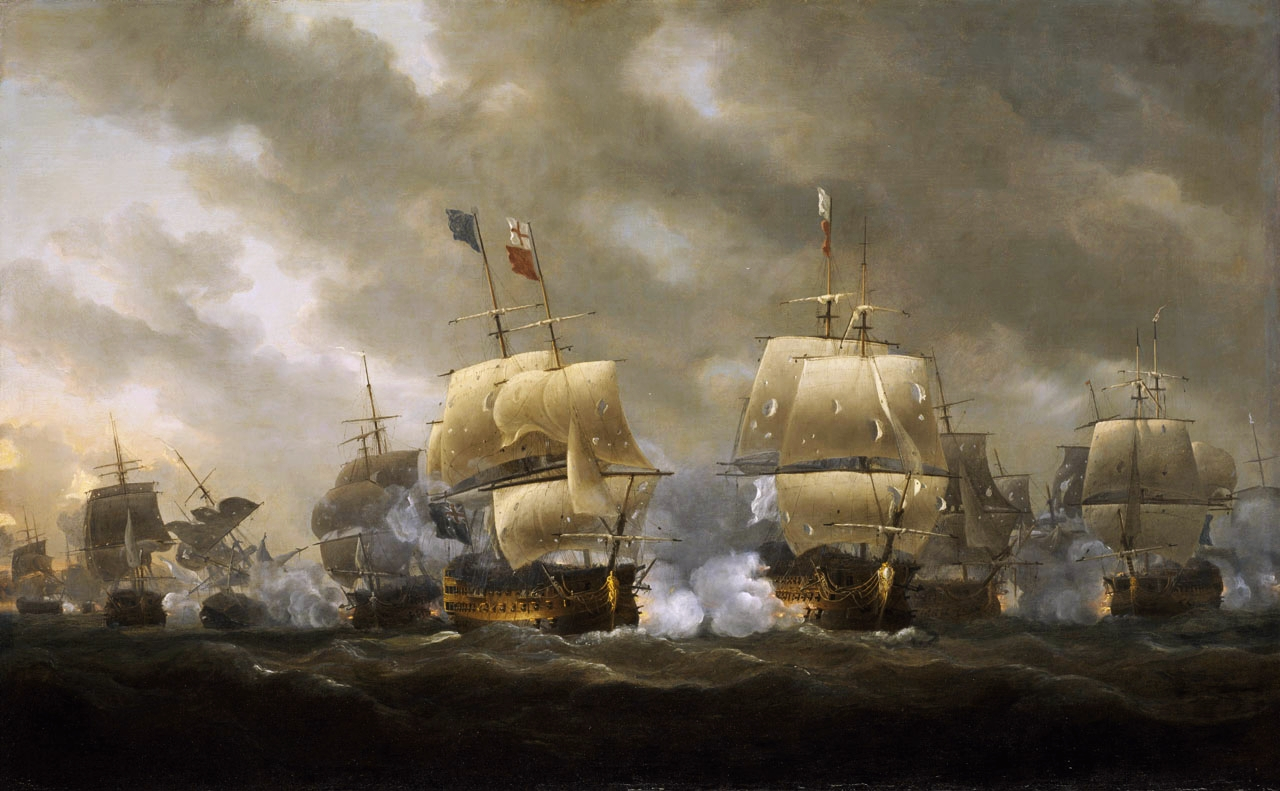
A Batalha de Quiberon Bay por Nicholas Pocock. Howe participou da batalha como capitão. A esmagadora vitória britânica em Quiberon Bay acabou com a perspectiva de uma invasão francesa da Grã-Bretanha ou Irlanda.

Na América do Norte, Howe é mais conhecido por seu serviço durante a Guerra Revolucionária Americana, quando atuou como comandante naval e comissário de paz com os rebeldes americanos; ele também conduziu um alívio bem-sucedido durante o Grande Cerco de Gibraltar nos estágios posteriores da Guerra.
Howe mais tarde comandou a frota britânica vitoriosa durante o Glorioso Primeiro de Junho em junho de 1794 durante as Guerras Revolucionárias Francesas.